# جيرالد ألين
جيرالد ألين (بالإنجليزية: Gerald Allen)‏ هو سياسي أمريكي، ولد في 8 فبراير 1950 في توسكالوسا في الولايات المتحدة. حزبياً، نشط في الحزب الجمهوري. وقد انتخب عضو مجلس نواب ألاباما.